# Homoroselaps lacteus
Homoroselaps lacteus là một loài rắn trong họ Atractaspididae. Loài này được Linnaeus mô tả khoa học đầu tiên năm 1758.